# Pritchardia maideniana
Pritchardia maideniana là loài thực vật có hoa thuộc họ Arecaceae. Loài này được Becc. miêu tả khoa học đầu tiên năm 1913.

## Hình ảnh

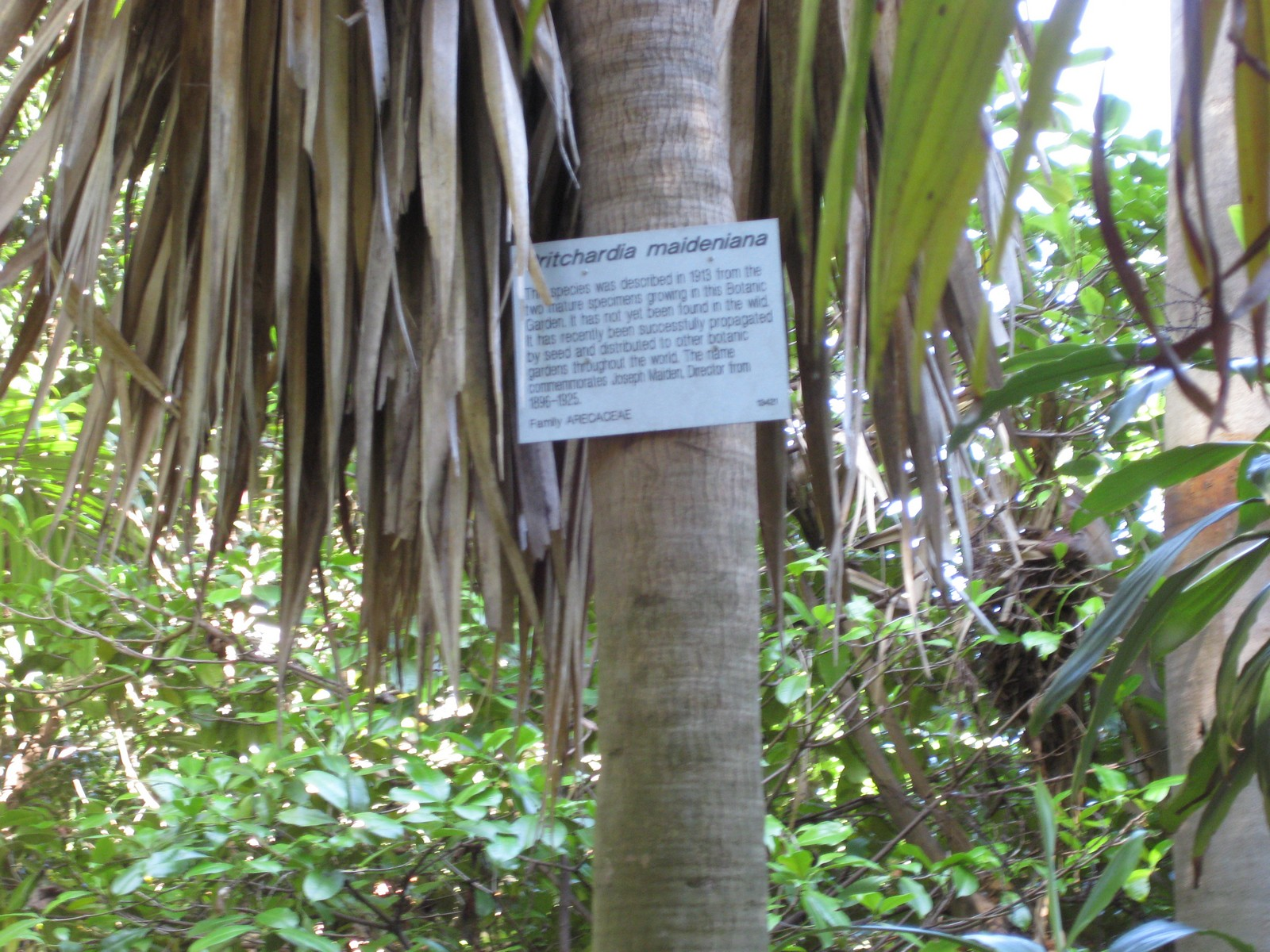
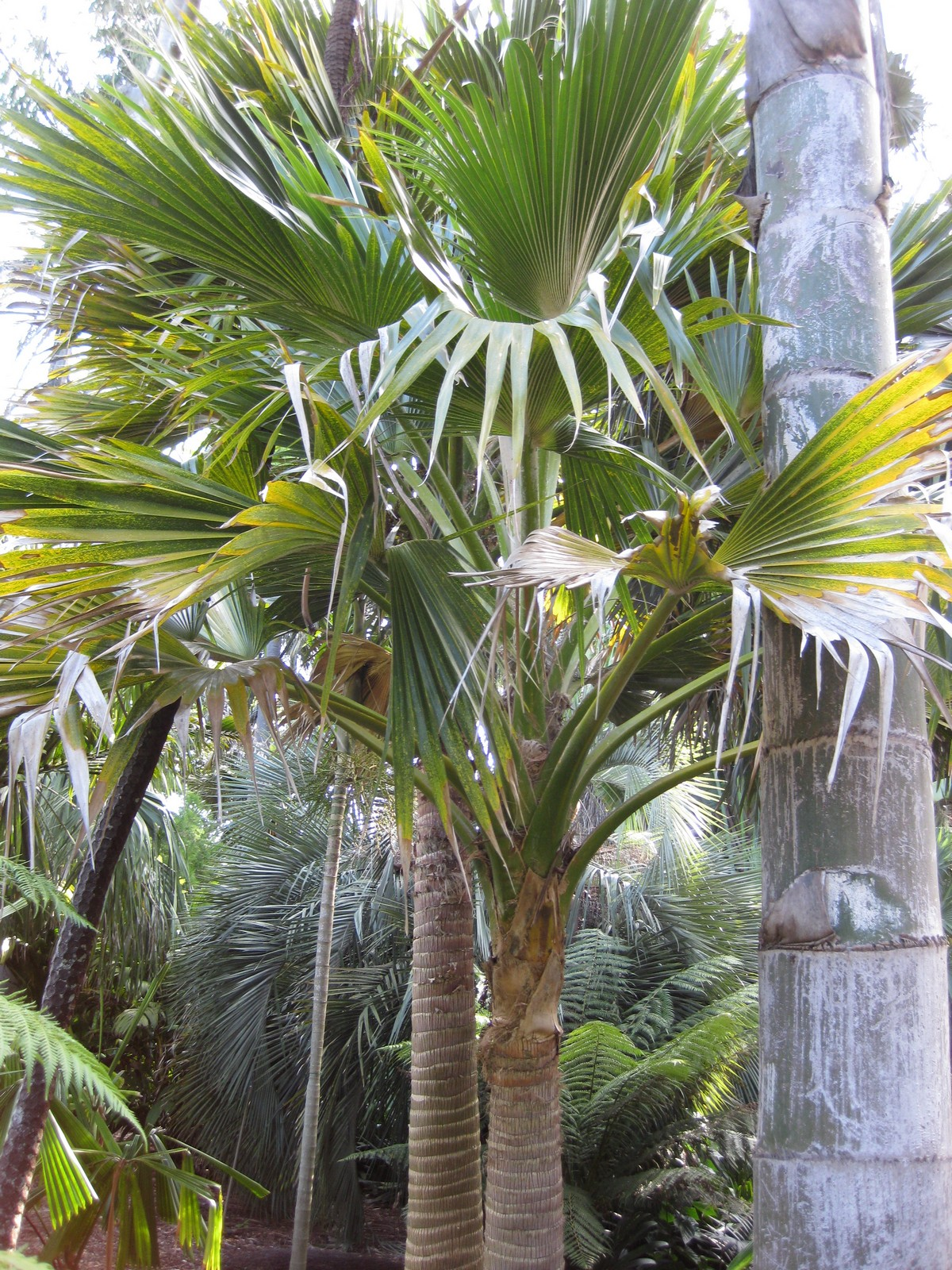
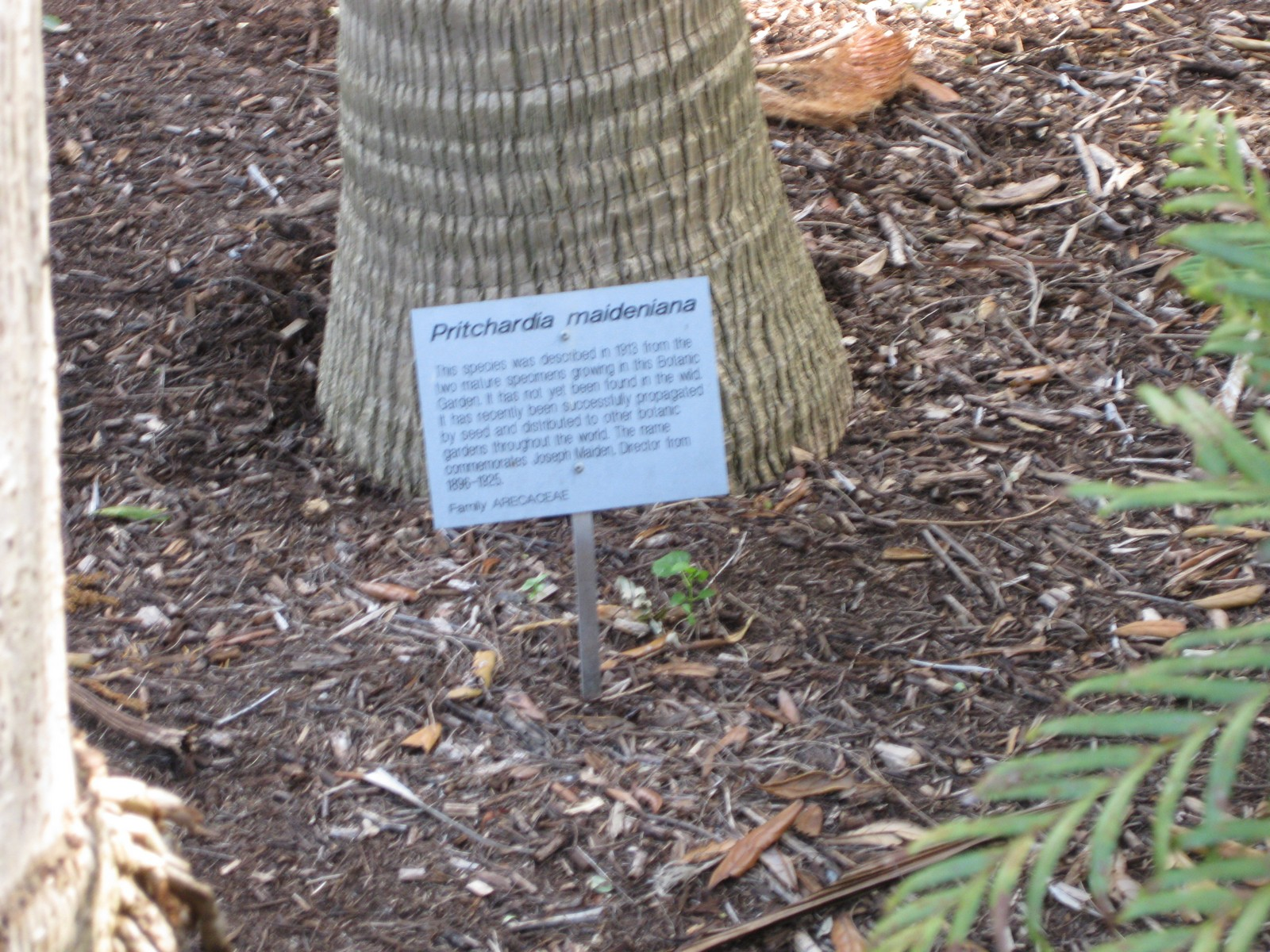
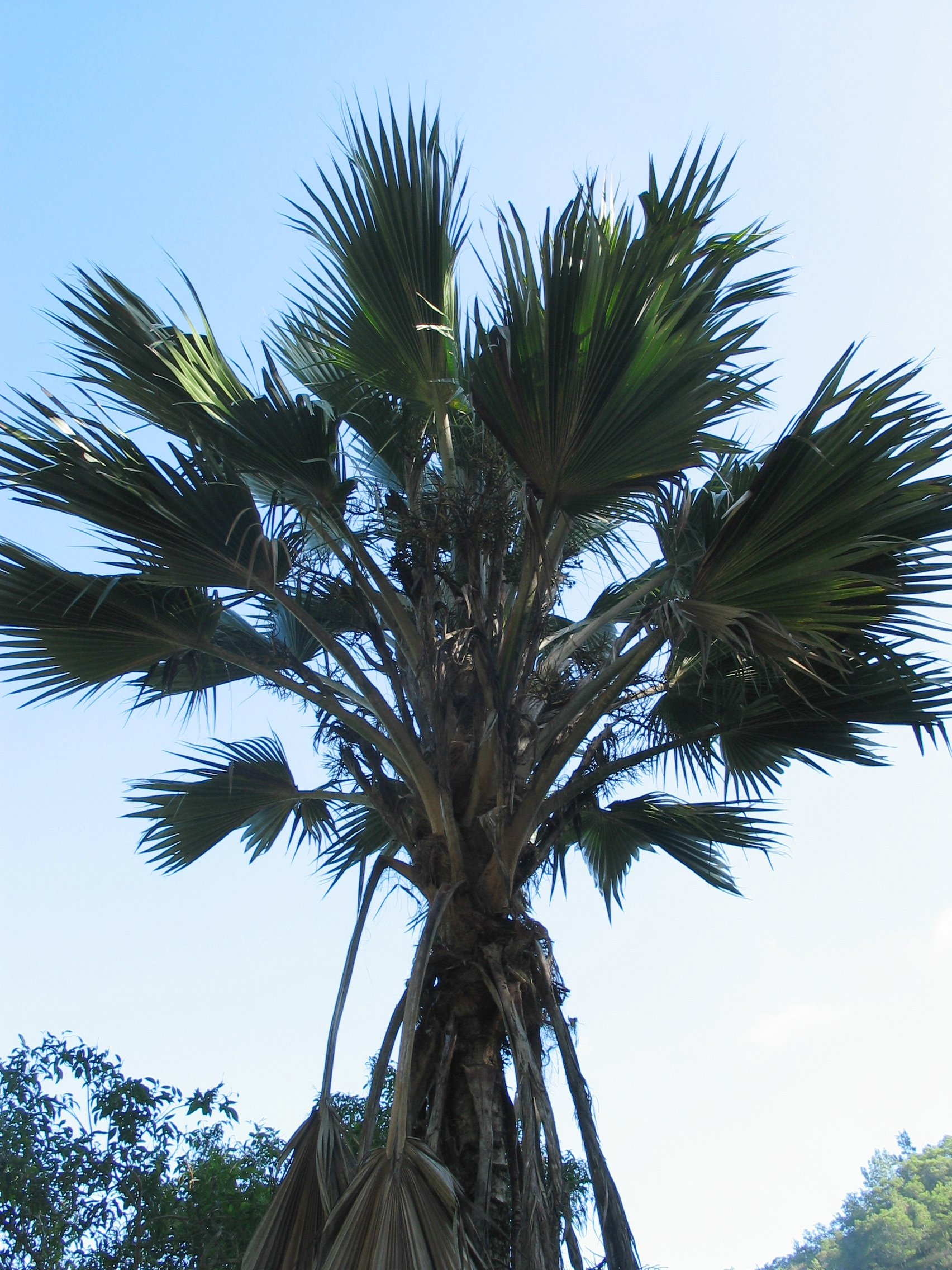